# ناحیه جفنا
ناحیه جفنا (به لاتین: Jaffna District) یک ناحیه در سری‌لانکا است که در استان شمالی (سری‌لانکا) واقع شده‌است.

## خصوصیات
ناحیه جفنا ۱٬۰۲۵ کیلومترمربع مساحت و ۵۸۳٬۳۷۸ نفر جمعیت دارد.